# Catephia serapis
Catephia serapis är en fjärilsart som beskrevs av Fawcett 1916. Catephia serapis ingår i släktet Catephia och familjen nattflyn. Inga underarter finns listade i Catalogue of Life.